# Bronisław Karwowski
Bronisław Karwowski ps. Grom (ur. 10 marca 1924 w Klimaszewnicy, zm. 1 września 2018) – polski żołnierz podziemia niepodległościowego w czasie II wojny światowej oraz powojennego podziemia antykomunistycznego, major WP w stanie spoczynku, działacz kombatancki, wieloletni członek Rady Naczelnej Związku Żołnierzy Narodowych Sił Zbrojnych.

## Życiorys
Urodził się 10 marca 1924 w Klimaszewnicy jako syn Aleksandra i Jadwigi. Przed wojną mieszkał przy ul. Spokojnej w Łomży i był uczniem gimnazjum przy ul. Bernatowicza. Należał także do chóru katedralnego prowadzonego przez ks. Mariana Jasionowskiego. W czasie wojny pozostał wraz z rodzicami w Łomży. Od 1942 związany był z podziemiem AK-owskim (należał do podległej AK organizacji „Polska Niepodległa”) odpowiadając między innymi za kolportowanie prasy podziemnej, gromadzenie broni oraz wywiad.
W maju 1944 został aresztowany jednak zdołał zbiec z transportu do Łomży i od tej pory działał w oddziale leśnym operującym okolicach wsi Mikuty biorąc udział w akcjach zbrojnych przeciwko oddziałom niemieckim. Po zakończeniu okupacji niemieckiej działał natomiast w konspiracji antykomunistycznej w ramach Narodowego Zjednoczenia Wojskowego. Od listopada 1945 służył w oddziale Henryka Jastrzębskiego ps. „Zbych”. Był żołnierzem Pogotowia Akcji Specjalnej. W 1946 piastował funkcję zastępcy szefa pionu gospodarczego w okręgu „Bałtyk” Olsztyńskiej NZW, zaś w marcu 1947 został awansowany do stopnia podporucznika.
W kwietniu 1947 dokonał ujawnienia na mocy amnestii w PUBP w Ostrołęce i wyjechał do Szczecina, jednak już w 1948 został aresztowany i w maju 1949 – wyrokiem Wojskowego Sądu Rejonowego skazany na karę 10 lat więzienia, utratę praw publicznych, obywatelskich i honorowych na 3 lata oraz przepadek mienia na rzecz Skarbu Państwa. Ostatecznie Najwyższy Sąd Wojskowy w Warszawie złagodził wyrok do 4 lat, które spędził do 1952 w więzieniu we Wronkach. By nie oszaleć, na drzwiach celi rozwiązywał zadania matematyczne. 
Po opuszczeniu więzienia przez cały okres PRL był nadal kontrolowany przez Służbę Bezpieczeństwa. W latach 1956–1959 był rozpracowywany przez Powiatową Delegaturę ds. Bezpieczeństwa Publicznego w Dąbrowie Białostockiej.
Sąd Wojewódzki w Białymstoku postanowieniem z dnia 19 lipca 1991 unieważnił wyroki Wojskowego Sądu Rejonowego oraz Najwyższego Sądu Wojskowego i uznał, że działania Bronisława Karwowskiego, były działaniami na rzecz niepodległego bytu Państwa Polskiego.
Po transformacji systemowej piastował funkcję przewodniczącego Obwodu Światowego Związku Żołnierzy Armii Krajowej w Dąbrowie Białostockiej, a także był wieloletnim członkiem Rady Naczelnej Związku Żołnierzy NSZ, pozostając w stopniu kapitana, a później majora.

W sierpniu 2018, w wieku 94 lat, mimo ciężkiej choroby poprowadził do ołtarza w trakcie ceremonii ślubnej swoją wnuczkę Joannę. Chwilę przed wprowadzeniem jej do kościoła oznajmił:

Czekałem na ten moment, cieszę się, że dożyłem chwili, by go zobaczyć.

 Zmarł 1 września 2018. Został pochowany 3 września o godz. 14:00 na cmentarzu parafialnym w Dąbrowie Białostockiej z asystą wojskową i salwą honorową.

## Wybrane odznaczenia
- Krzyż Kawalerski Orderu Odrodzenia Polski (1992)[5][16],
- Srebrny Krzyż Zasługi z Mieczami (dwukrotnie w 1944 i 1995)[5][16],
- Brązowy Krzyż Zasługi z Mieczami (1949)[5][16],
- Krzyż Partyzancki (1995)[5][16],
- Krzyż Armii Krajowej (1984)[5][16],
- Medal Wojska (1948)[5],
- Krzyż Narodowego Czynu Zbrojnego[5],
- Odznaka Białostockiego Okręgu AK (1948)[5][16]
- Medal „Za zasługi dla obronności kraju” (2018)[17]